# Heckler & Koch PSG1
PSG1 (Präzisionsscharfschützengewehr, njemački za "precizna snajper puška") je snajperska poluautomatska puška dizajnirana u njemačkoj tvrtci Heckler & Koch. Snajper ima masu 7,2 kg, najveći učinkoviti domet mu je oko 800 m. Brzina metka na izlasku iz cijevi iznosi 868 m/s i koristi standardno 7,62x51 NATO streljivo. Najnovija inačica je PSG1A1.

## Vanjske poveznice
- Heckler & Koch—službena stranica  Arhivirana inačica izvorne stranice od 27. kolovoza 2009. (Wayback Machine)
- PSG1 na Mel's SniperCentral